# Dème de Vlachérna
Le dème de Vlachérna, en grec moderne : Δήμος Βλαχέρνας / Dímos Vlachérnas, est un ancien dème du district régional d'Árta, en Épire, Grèce. En 2010, il est fusionné au sein du dème d'Árta.
Selon le recensement de 2011, la population du dème compte 2 941 habitants.